# Sojuz T-10-1

Sojuz T-10-1 (ryska: Союз Т-10-1) var en misslyckad flygning i det sovjetiska rymdprogrammet. Flygningen var planerad att gå till rymdstationen Saljut 7. Strax före den planerade uppskjutningen med en Sojuz-U-raket från Kosmodromen i Bajkonur den 26 september 1983, började raketen att brinna och efter en stund exploderade den.

## Brand på startplattan
Ungefär 90 sekunder före den planerade starten började det att brinna på startplattan. Markkontrollen försökte då att aktivera räddningsraketen, men kablarna till raketen hade redan brunnit av. Av någon anledning fungerade inte heller besättningens försök att aktivera räddningsraketen. Efter ungefär 20 sekunder lyckades markkontrollen aktivera räddningsraketen via radio. Under fem sekunder utsattes besättningen för krafter uppgående till mellan 14 och 17 g. Bara sekunder efter att räddningsraketen dragit omloppsmodulen och återinträdeskapseln fri från Sojus-raketen, exploderade den och förstörde startplattan. Återinträdeskapseln landade ungefär 4 kilometer från startplattan. De båda besättningsmännen var mörbultade, men vid liv.